# Ali Abdullah Salih

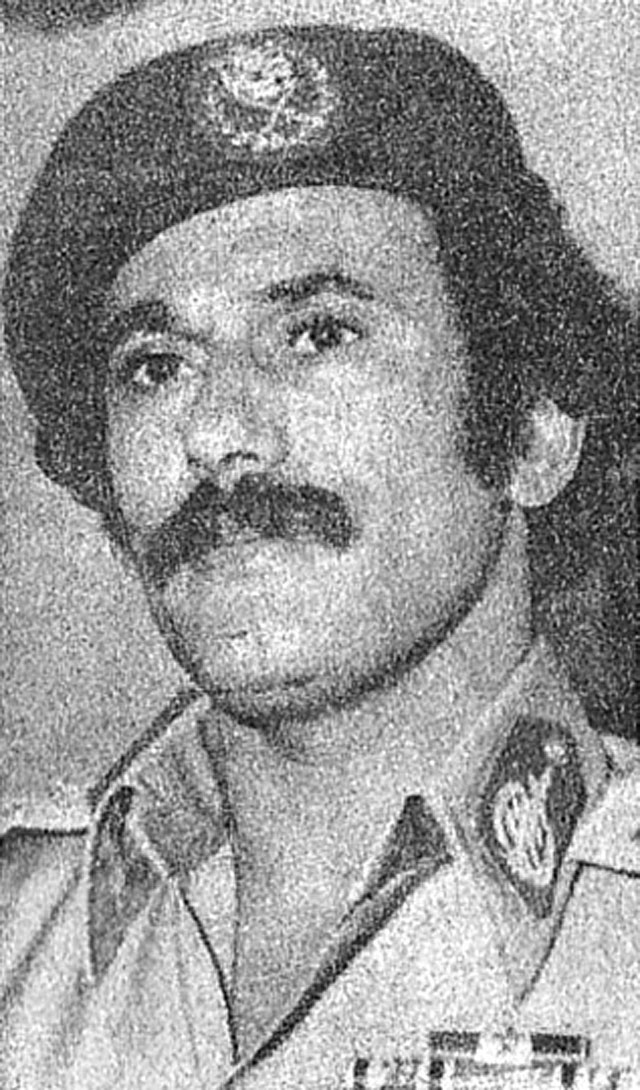
Ali Abdullah Salih als Präsident Nordjemens (1988)

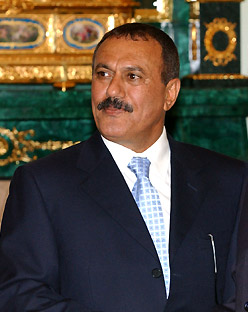
Ali Abdullah Salih beim Besuch des Moskauer Kreml (2004)

Ali Abdullah Salih (arabisch علي عبد الله صالح, DMG ʿAlī ʿAbdullāh Ṣāliḥ, meist Saleh geschrieben; * 21. März 1942 in Bait al-Ahmar; † 4. Dezember 2017 in Sanaa) war ein jemenitischer Politiker. Seit dem 18. Juli 1978 war er Präsident der Jemenitischen Arabischen Republik (Nordjemen) und von 1990 bis 2012 Präsident des geeinten Jemens, der Jemenitischen Republik. Zudem war er Vorsitzender der dominierenden Regierungspartei Allgemeiner Volkskongress.

## Werdegang
Als junger Mann trat Ali Abdullah Salih in die Armee ein und beteiligte sich von 1962 bis 1968 am Bürgerkrieg im damaligen Königreich Jemen auf der Seite der Republikaner gegen die Royalisten. 1974 war er am Putsch gegen Präsident al-Iryani beteiligt und wurde 1978 Präsident der Jemenitischen Arabischen Republik.

### Präsident des vereinten Jemen
Nach mehreren gescheiterten Versuchen gelang am 22. Mai 1990 die Vereinigung mit der Demokratischen Volksrepublik Jemen (Südjemen). Salih wurde Präsident des vereinigten Staates. Allerdings konnte lange Zeit keine wirkliche Vereinigung der Verwaltung erreicht werden. Im Februar 1994 kam es zum Bürgerkrieg mit dem Süden, als es in der Gegend um Aden zum Aufstand alter Truppen des Südens gegen den vorherrschenden Einfluss des konservativen Nordens kam. Im Juli 1994 war der Aufstand jedoch militärisch niedergeschlagen.
2001 wurde die Amtszeit des Präsidenten von fünf auf sieben Jahre verlängert. Die Präsidentschaftswahlen vom 23. September 2006 gewann Salih mit 77,2 % der abgegebenen Stimmen. Der wichtigste Oppositionskandidat Faisal bin Schamlan erreichte lediglich 21,8 %. Da Art. 162 der jemenitischen Verfassung die Zahl der Amtszeiten auf zwei beschränkt, hätte Salih 2013 nicht erneut für das Präsidentenamt kandidieren können.

### Machtverlust 2011
Am 1. Januar 2011 legte Salih Verfassungsänderungen vor, deren wesentlicher Inhalt die Aufhebung der Beschränkung der Amtszeiten war. Dafür solle die Amtsdauer wieder auf fünf Jahre reduziert werden. Die geplanten Verfassungsänderungen lösten Proteste der Opposition aus. Ende Januar 2011 demonstrierten mehrere Tausend Menschen in der Hauptstadt Sanaa und forderten Salih auf, dem Beispiel des Anfang des Monats gestürzten tunesischen Präsidenten Zine el-Abidine Ben Ali zu folgen und die Macht abzugeben. Daraufhin gab Salih im Februar 2011 bekannt, dass er 2013 nicht mehr für eine weitere Amtszeit kandidieren werde. Einen Monat später verkündete er, dass bereits 2011 vorgezogene Neuwahlen stattfinden würden.
Am 3. Juni 2011 wurde Salih bei einem Raketenangriff auf den jemenitischen Präsidentenpalast verletzt, für den der verfeindete Haschid-Stamm von Scheich Sadiq al-Ahmar verantwortlich gemacht wird. Salih wurde – wie sein beim Angriff verletzter Regierungschef Ali Mohammed Mudschawwar – zur Behandlung nach Saudi-Arabien gebracht. Anfang August 2011 konnte Salih das Krankenhaus wieder verlassen, er verblieb aber zunächst in Saudi-Arabien. Gemäß der Verfassung wurde Salih während seiner Abwesenheit vom Vizepräsidenten Abed Rabbo Mansur Hadi vertreten.
Ende August 2011 kündigte die jemenitische Regierung Wahlen noch im laufenden Jahr an. Darüber hinaus beauftragte Salih seinen Stellvertreter, mit der Opposition Gespräche über eine Machtteilung aufzunehmen. Dessen ungeachtet setzte die Opposition ihre Proteste fort. Am 23. September 2011 kehrte Salih überraschend in den Jemen zurück. Anfang Oktober 2011 wiederholte er seine Rücktrittsankündigung. Im selben Monat rief der Sicherheitsrat der Vereinten Nationen Salih einstimmig zu einer geregelten Machtübergabe auf und verurteilte die anhaltende Gewalt sowie Menschenrechtsverletzungen im Jemen. In der Resolution wurde ihm Immunität vor Strafverfolgung gewährt, würde er, einem Plan des Golf-Kooperationsrates folgend, für eine geregelte Machtübergabe binnen 30 Tagen unterzeichnen. Am 23. November 2011 unterschrieb Salih dann ein Abkommen auf der Grundlage des Plans des Golf-Kooperationsrates, das die Machtübergabe an seinen bisherigen Stellvertreter Abed Rabbo Mansur Hadi sowie Neuwahlen innerhalb von 90 Tagen vorsieht. Im Gegenzug wurde Salih und seinen Angehörigen Immunität und freie Ausreise in die Vereinigten Staaten von Amerika zugesichert.

### Machtübergabe
Am 22. Januar 2012 übergab Salih die Macht an seinen Stellvertreter Abed Rabbo Mansur Hadi und flog in den Oman aus, von wo aus er zu medizinischen Behandlungen in die USA flog. Bis zur Präsidentschaftswahl am 21. Februar 2012 trug Salih offiziell noch den Titel Ehrenpräsident. Am 27. Februar 2012 trat Salih mit Abed Rabbo Mansur Hadi gemeinsam im Staatsfernsehen auf. Die Opposition reagierte verärgert darauf und sagte, es gebe keinen demokratischen Wandel im Jemen.
Salih lebte in der Folge weiterhin im Land, sein Sohn Ahmad blieb Oberhaupt der Republikanischen Garde. Im April 2013 versetzte Präsident Hadi sowohl Ahmad als auch zwei Neffen Salihs auf diplomatische Posten ins Ausland.
Im Februar 2013 wurde in Sanaa ein Museum eröffnet, das die 33-jährige Regierungszeit von Salih abbilden sollte. Unter den Ausstellungsstücken war ein Splitter des Schrapnels, das nach dem Raketenangriff 2011 aus Salihs Körper entfernt worden war.
Nach dem Bruch Hadis mit Salih strebte letzterer ein Bündnis mit den Huthi an. Brigaden, die der Familie Salih verbunden waren, unterstützten die Huthi im Herbst 2014 bei ihrer Übernahme von Sanaa. Salih konnte auf Unterstützer in Teilen des Militärs und der Partei (GCP) zählen, die sich der Huthi-Fraktion anschlossen. Auch nach der Militärintervention des Golf-Kooperationsrates blieb Salih 2015 und 2016 mit seinen Kräften der Fraktion treu.
Am 4. Dezember 2017 wurde Salihs Haus in Sanaa nach Angaben der Bewohner von Kämpfern der Huthi-Bewegung angegriffen, nachdem er die bisherige Allianz mit diesen aufgekündigt hatte. Einige Medien behaupteten zunächst, er sei auf dem Weg nach Ma'rib getötet worden, was seine Partei bestritt. Huthis veröffentlichten ein Video, das angeblich Salihs Körper darstellt. Sein Tod wurde laut CNN von einem leitenden Berater von Salih bestätigt.

## Sonstiges
2008 ließ Salih in der Nähe des Präsidentenpalastes in Sanaa die nach ihm benannte Al-Saleh-Moschee errichten. Die Baukosten von 60 Millionen US-Dollar sorgten in dem verarmten Land für Empörung. Beim Bau kam es zu zahlreichen Unregelmäßigkeiten wie dem Tod von Bauarbeitern, Entführungen von Landbesitzern und der Erpressung von lokalen Geschäftsleuten, welche genötigt worden waren, einen Teil der Baukosten zu bezahlen.
2024 wurde die Schweizer Bank UBS vom Finanzdepartement gebüsst, da sie Gelder von Salih in Millionenhöhe annahm ohne dabei den Behörden einen Verdacht auf Geldwäscherei zu melden.